# Ратич Степан Пилипович
Степан Пилипович Ратич (7 серпня 1890, с. Вербиця, нині Львівська область — 31 липня 1968, м. Львів) — український греко-католицький священник, громадський діяч. Брат Василя та Володимира Ратичів.

## Життєпис
Степан Ратич народився 7 серпня 1890 року в селі Вербиці, нині Ходорівської громади Стрийського району Львівської области України. Дитинство минуло в с. Лісниках, нині Тернопільського району.
Закінчив Бережанську гімназію (1910), Львівську семінарію.
1919 року в Станиславові рукоположений в сан священника. У м. Тернопіль: сотрудник (1919—1938), парох (1938—1945) церкви Різдва Христового, катехит гімназії «Рідна школа» (1933—1939), де створив спільноту «Марійська дружина», співзасновник (із Юрієм Крихом) та 1-й керівник духового оркестру і хору.
1945 року заарештований органами НКДБ, 1946-го засуджений до 8 років ув'язнення і 3 років позбавлення прав із конфіскацією майна. Звільнений 1956 року, переїхав на поселення до м. В'яземськ Хабаровського краю (нині РФ), де відновив зв'язки з греко-католицькими священниками, митрополитом Йосифом Сліпим, який призначив його підпільним адміністратором Східного Сибіру. Реабілітований 1991 року.
Від 1960 — душпастирював у Львові та
Тернополі.
Помер 31 липня 1968 року у Львові. Похований на Микулинецькому цвинтарі м. Тернополя.